# Efecto Venus

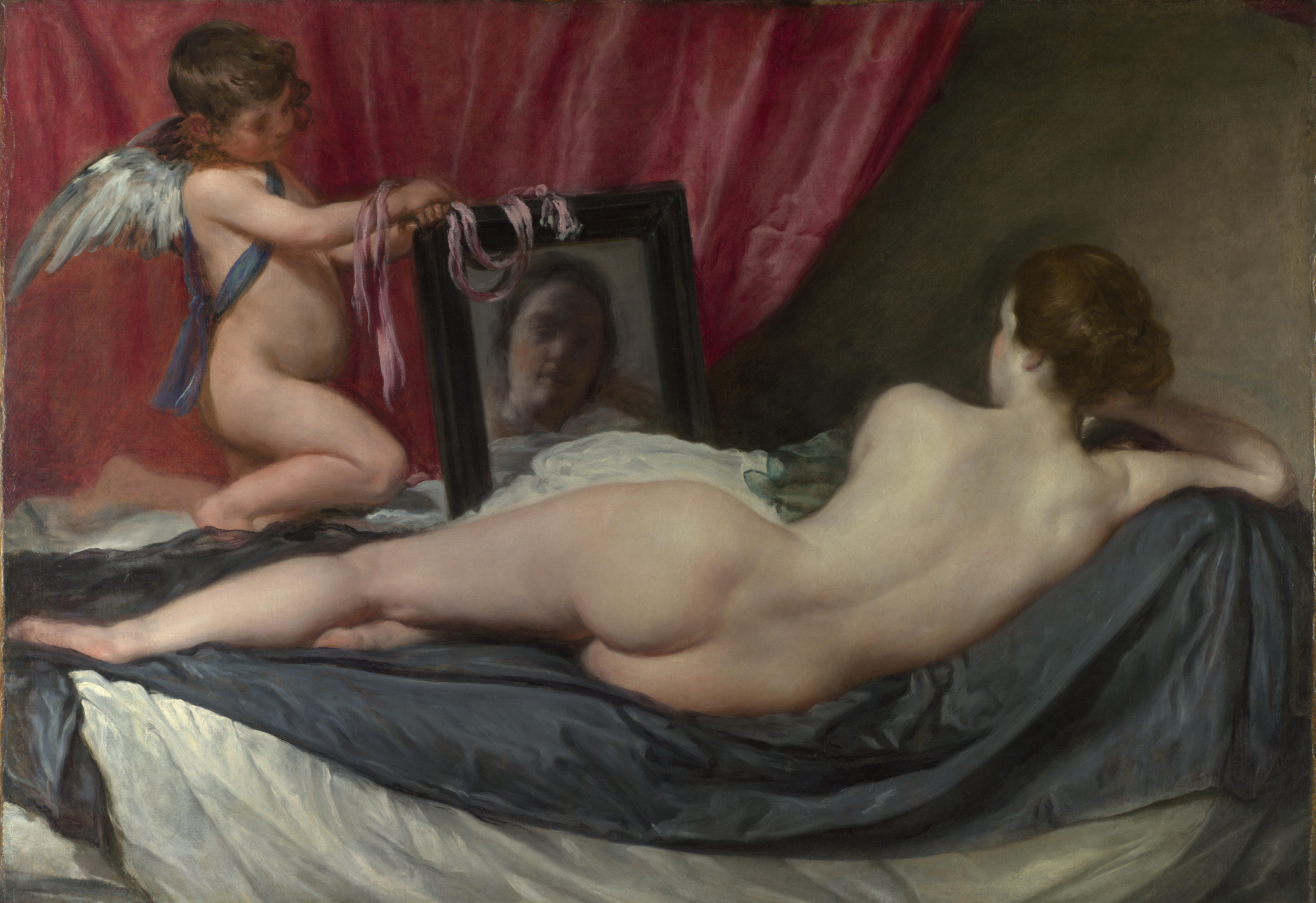
Una ilustración del efecto Venus en la Venus del espejo de Velázquez.

El efecto Venus es un fenómeno en la psicología de la percepción, que recibe este nombre por varias pinturas de Venus mirándose en un espejo, como en la Venus del espejo de Velázquez, Venus con un espejo de Tiziano y la Venus con un espejo de Veronés. Los espectadores de semejantes pinturas asumen que Venus se está mirando a sí misma reflejada en el espejo; sin embargo, puesto que los espectadores ven su rostro en el espejo, Venus en realidad está mirando al reflejo del pintor.
Este efecto psicológico se usa a menudo en el cine, cuando se muestra a un actor aparentemente mirándose en el espejo. Lo que los espectadores ven es diferente de lo que el actor ve, debido a que la cámara no está justo detrás del actor, sino que la posición del actor a menudo se elige de manera que sea su imagen la que se vea bellamente enmarcada en el espejo para la cámara.
Aunque el nombre del efecto se refiere a una mujer, la diosa Venus, el efecto es más general. Un bello ejemplo en el que se ve a un animal mirándose en un espejo es el tapiz mille-fleur La dama y el unicornio. Véase que el efecto es sobre cómo la gente interpreta la imagen y esto está documentado en el artículo de la Wikipedia: "El unicornio se arrodilla sobre el terreno, con sus patas delanteras en el regazo de la dama, desde donde mira su reflejo en el espejo."
Bertamini et al. (2010) llevaron a cabo estudios adicionales y confirmaron que el efecto Venus también aparece en fotografías, y en la vida real cuando la persona y el espejo se ven en una habitación.

## Galería

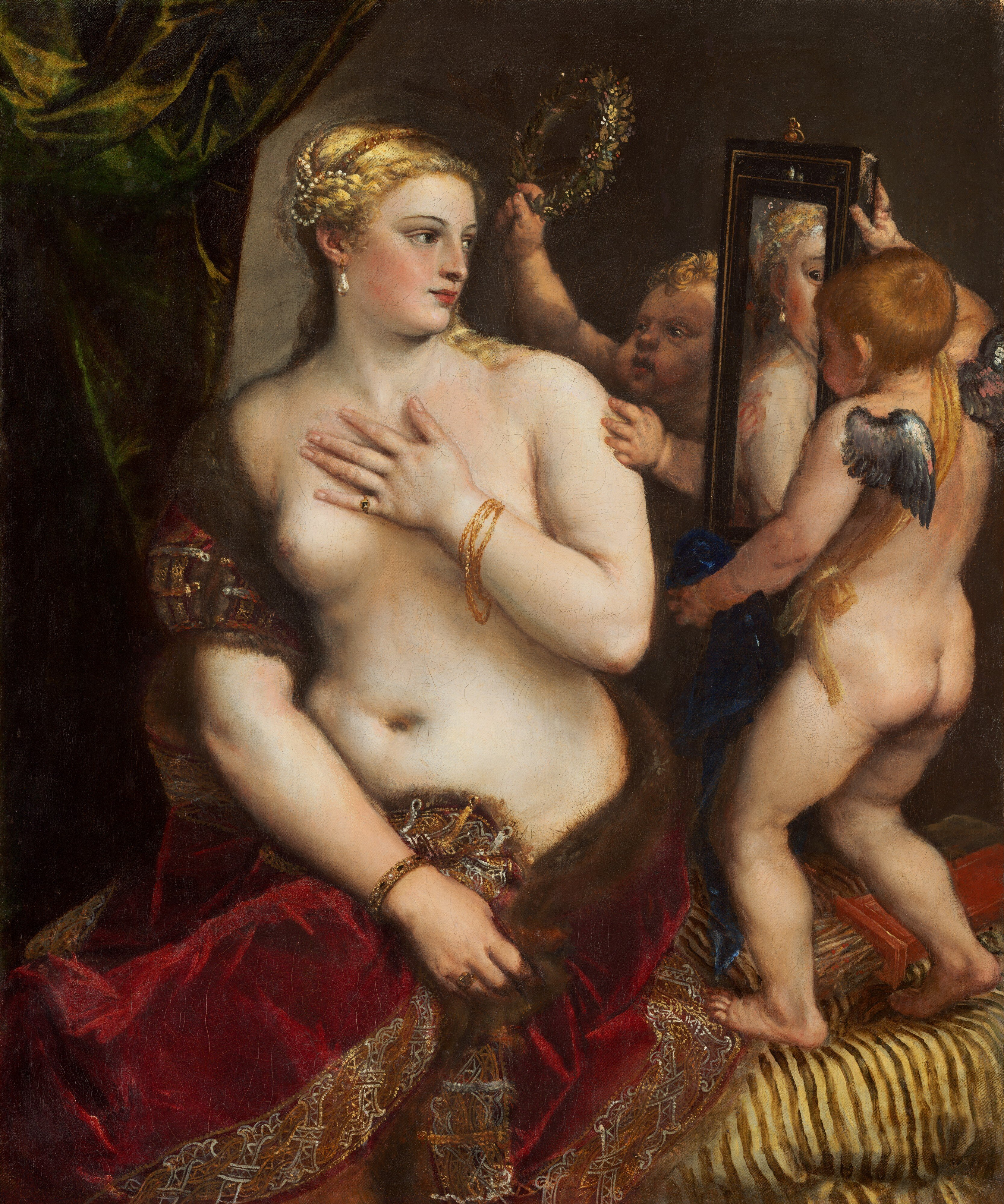
Venus con un espejo de Tiziano.
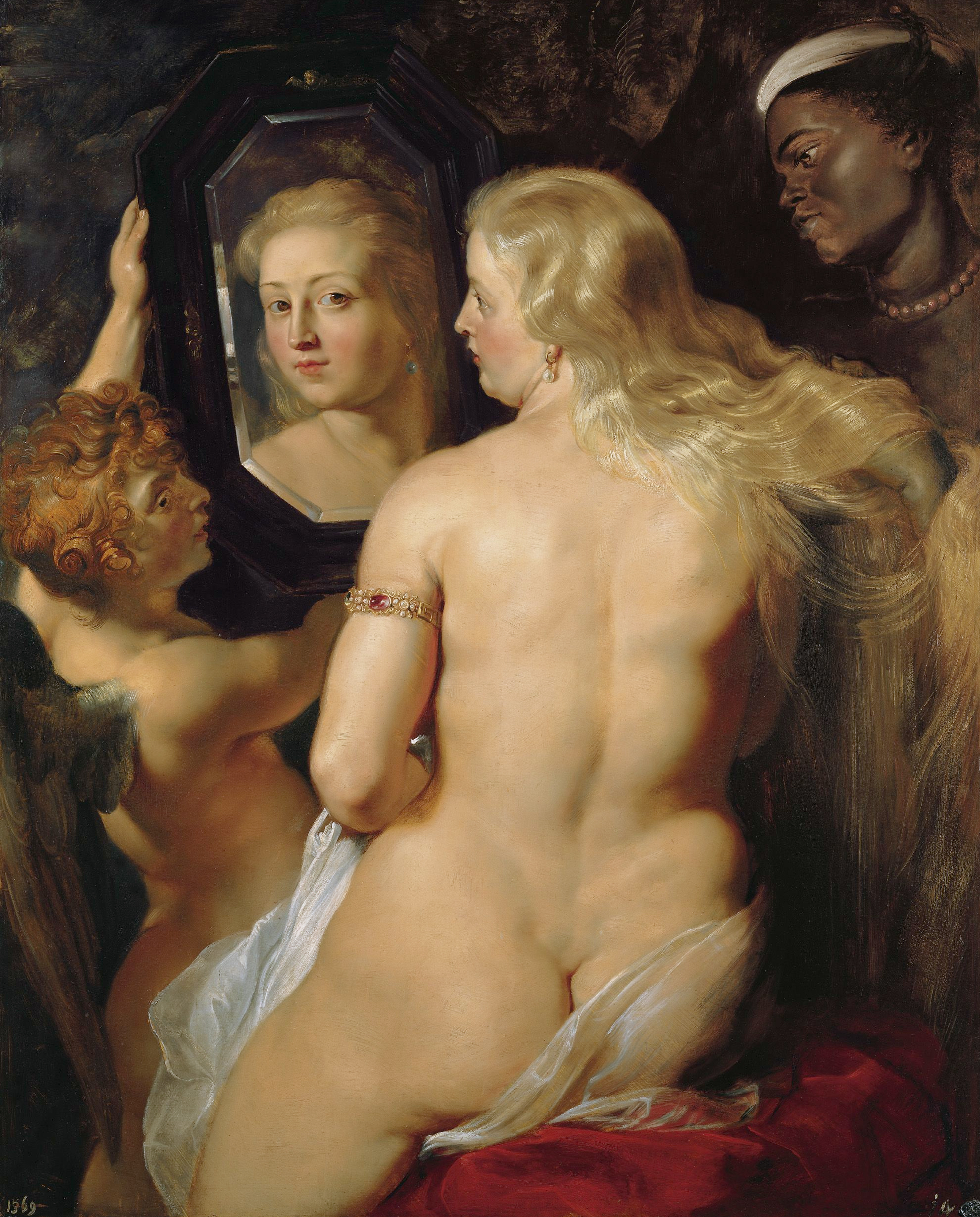
Venus en el espejo de Pedro Pablo Rubens, h. 1614–15. Como en la Venus de Velázquez, la imagen reflejada de la diosa no coincide con la porción de su cara visible en el lienzo.